# Casas Adobes
Casas Adobes ist ein Census-designated place im Pima County im Bundesstaat Arizona in den Vereinigten Staaten. Das U.S. Census Bureau hat bei der Volkszählung 2020 eine Einwohnerzahl von 70.973 ermittelt. 

## Geographie
Casas Adobes liegt 17 km nördlich von Tucson zwischen den Städten Oro Valley im Norden und Marana im Westen, östlich liegt der Census-designated place Catalina Foothills. Casas Adobes liegt somit weitgehend im Gebiet südlich von Cañada del Oro, nördlich von Rillito River sowie westlich vom Pima Wash, der aus dem Pima Canyon kommend den westlichen Rand der Pusch Ridge Wilderness entwässert. Durch Casas Adobes verläuft im Osten von Norden nach Süden die Arizona State Route 77. Die Interstate 10 führt westlich an Casas Adobes entlang. 

## Geschichte
Casas Adobes liegt auf gemeindefreiem Gebiet, ist aber älter als Oro Valley und Marana. Vor seiner Erschließung wurde das Gebiet vor allem von Viehzüchtern genutzt. Als einer der ersten Vororte von Tucson wurde das Gebiet in den 1940er Jahren erschlossen. Den Namen erhielt Casas Adobes durch ein in den 1950er Jahren entstandenes Baugebiet, das auf den Bauunternehmer Silvio Nanini zurückgeht und das weitgehend aus großen mit Adobeziegeln gebauten Häusern im Ranchstil bestand. Das Gebiet ist fast vollständig bebaut, heute wohnen in dem fast 60 Quadratkilometer großen Gebiet fast 60.000 Bewohner. Der in den Jahren 1997 bis 2001 unternommene Versuch, das Gebiet eine Town zu inkorporieren, schlug 2001 nach einem Referendum fehl. Es ist davon auszugehen, dass sich die umliegenden Städte Oro Valley, Marana und Tucson Teile des Gebietes einverleiben werden.
Am 8. Januar 2011 wurde in Casas Adobes das Attentat von Tucson, bei dem die demokratische Kongressabgeordnete Gabrielle Giffords schwer verletzt wurde, verübt.

## Demografie
Zum Zeitpunkt der Volkszählung im Jahre 2010 (U.S. Census 2010) hatte Casa Adobes 66.795 Einwohner auf einer Landfläche von ca. 68,7 km². Das Medianalter betrug 41,6 Jahre (nationaler Durchschnitt der USA: 37,2 Jahre). Das Pro-Kopf-Einkommen (engl. per capita income) lag bei  29.578 US-Dollar (nationaler Durchschnitt der USA: 27.334 US-Dollar). 9,0 % der Einwohner lagen mit ihrem Einkommen unter der Armutsgrenze (nationaler Durchschnitt der USA: 13,8 %).